# Skærmbræt
Et skærmbræt er en rumdeler, der traditionelt er konstrueret af 3 eller flere plader, der er sat sammen med hængsler, således at det er muligt at justere størrelsen og gør det nemt at omplacere dem. 
Skærmbrættet stammer fra Kina, hvor de blev populære under Zhou-dynastiet.